# Regionalratswahlen in Namibia 1998
Die Regionalratswahlen in Namibia 1998 fanden am 30. November und 1. Dezember 1998 statt. Es waren die zweiten Regionalratswahlen seit der Unabhängigkeit Namibias 1990. 
738.870 Wähler standen auf den Wahllisten, wobei nur 534.278 Wähler sich für die Wahl aktiv registrieren konnten, da in 26 der 102 Wahlkreise nur ein Kandidat antrat und somit eine Wahl nicht notwendig war. Die Wahlbeteiligung lag bei 40,01 % und damit deutlich niedriger als bei den ersten Regionalratswahlen 1992.

## Wahlergebnisse
- SWAPO: 82
- DTA: 16
- UDF: 4

Quelle:
| Partei                 | Stimmen   | Sitze |
| ---------------------- | --------- | ----- |
| SWAPO                  | 145.196 ▼ | 82 ▲  |
| DTA                    | 51.118 ▼  | 16 ▼  |
| UDF                    | 9511 ▲    | 4 ▲   |
| Unabhängige Kandidaten | 2485 ▲    | 0 ▬   |
| FCN                    | 366       | 0     |
| Gesamtsitze            | –         | 102 ▲ |